# フレデリック・アンツ
フレデリック・アンツ（Frédéric Hantz, 1966年3月30日 - ）は、フランス・ロデーズ出身の元サッカー選手、現サッカー指導者。現役時代のポジションはミッドフィールダー。

## 経歴
現役時代はFCイストル、FCメス、OGCニースなどでプレー。引退後は生まれ故郷でもあり、選手としても所属したロデーズAFにて、32歳の若さで監督としてのキャリアをスタートさせた。
2004年12月、当時リーグ・ドゥ(2部)に所属していたル・マンUCの監督に就任すると、同シーズンに昇格へと導く。リーグ・アンでもその手腕は発揮され、昇格間もないル・マンを一時はUEFAカップ出場枠圏内を争うまで順位を押し上げ、その結果リーグ最優秀監督候補にもノミネートされた。
2006-2007シーズン、2シーズン続けてル・マンを中位に留まらせた実力が評価され、シーズン終了後FCソショーの監督に就任したが、2007年12月、成績不振により解任された。
練習にダンスを取り入れる、試合と同時刻の夜間に練習するなど、従来の発想に囚われないユニークな指導法が彼の特徴である。選手に対して時に辛辣なコメントを放ち、さらには下部リーグでプレーさせる等厳しさを見せるが、松井大輔がル・マン残留の条件として彼の続投を挙げるなど、選手からの信頼も大きいことが窺い知れる。
2008年12月ル・アーヴルACの監督に就任。2010年からはSCバスティアで指揮をとっていたが、2014年をもって退任。2016年1月26日、モンペリエHSCの指揮官の座に就いた。

## 所属クラブ
- ロデーズAF 1982-1987
- FCオーリヤック・アルパジョン・カンタル・オーヴェルニュ 1987-1988
- クレルモン・フット 1988-1989
- FCイストル 1989-1992
- FCメス 1992-1993
- OGCニース 1993-1995
- シャモア・ニオールFC 1995-1997
- ロデーズAF 1997-1998

## 指導歴
- ロデーズAF 1998-2001
- ÉSAブリーヴ 2002-2004
- ル・マンUC 2004.12-2007
- FCソショー 2007.6-2007.12
- ル・アーヴルAC 2008.12-2009
- SCバスティア 2010-2014
- モンペリエHSC 2016-2017
- FCメス 2017-2018

## タイトル
指導者
 バスティア
- フランス全国選手権 : 2010-2011
- フランス全国選手権年間最優秀監督賞 : 2011
- リーグ・ドゥ : 2011-12
- リーグ・ドゥ年間最優秀監督賞 : 2012